# Thyez
Thyez este o comună în departamentul Haute-Savoie din sud-estul Franței. În 2009 avea o populație de 5.627 de locuitori.

## Evoluția populației
| An        | 1975  | 1982  | 1990  | 1999  | 2006  | 2009  |
| --------- | ----- | ----- | ----- | ----- | ----- | ----- |
| Populație | 1.935 | 3.117 | 4.109 | 4.873 | 5.353 | 5.627 |